# Godsdienstoorlog
Een godsdienstoorlog is een oorlog veroorzaakt door godsdienstige verschillen of gelegitimeerd door godsdienstige argumenten. In enge zin slaat de term godsdienstoorlogen op een aantal conflicten die in Europa plaatsvonden tussen katholieken en protestanten van 1522 tot 1648. In ruimere zin refereren ze aan elk religieus conflict.
Over de definitie van "godsdienstoorlog" is veel debat. Vaak zijn er ook andere factoren, vooral politieke, in het spel, of loopt de historisch gegroeide grens tussen verschillende etnische groepen nu eenmaal gelijk met de grens tussen verschillende religies.
De termen "heilige oorlog" of "jihad" worden ook wel gehanteerd om een oorlog om religieuze redenen te beginnen.

## Definities
De Duitse historicus Konrad Repgen (1987) wees erop dat de strijdende partijen in een conflict meerdere intenties kunnen hebben om een oorlog te voeren en ook achterliggende motieven kunnen hebben gehad die historici inmiddels niet meer kunnen achterhalen. Derhalve dient men ervoor te waken dat een conflict een 'godsdienstoorlog' (of 'successieoorlog') noemt louter op grond van het motief dat een strijdende partij wellicht heeft gehad, omdat het daarmee niet per se een godsdienstoorlog wordt. Hoewel sommige achterliggende motieven misschien wel nooit kenbaar zullen zijn, leveren oorlogsverklaringen wel bewijsmateriaal voor hoe de strijdende partij de oorlog in het openbaar legitimeerde. Repgen concludeerde daarom:

...oorlogen zouden alleen [godsdienstoorlogen] moeten worden genoemd indien op zijn minst een van de strijdende partijen een beroep doet op 'religie', een religieuze wet, om haar oorlogsvoering te legitimeren en om publiekelijk te onderbouwen waarom haar gebruik van militair geweld tegen een politieke autoriteiten een bellum iustum zou moeten zijn.

De Amerikaanse historicus Philip Benedict (2006) beargumenteerde dat Repgens definitie van 'godsdienstoorlog' te nauw was, want soms kunnen zowel legitimering als motivering worden vastgesteld. Nederlands historicus David Onnekink (2013) voegde toe dat een 'godsdienstoorlog' niet per se hetzelfde is als een 'heilige oorlog' (bellum sacrum): 'Per slot van rekening is het volkomen acceptabel om te suggereren dat een wereldlijke vorst, zeg, een lutherse vorst in het Duitsland van de Reformatie, religieuze oorlogsvoering bedrijft met behulp van huurlingenlegers.' Hoewel een heilige oorlog moet worden afgekondigd door een religieuze leider en worden uitgevochten door vrome soldaten, is dat niet het geval met een godsdienstoorlog, redeneerde hij. Zo formuleerde hij zijn definitie van 'godsdienstoorlog' (war of religion) als volgt:

een oorlog die wordt gelegitimeerd door religie en/of voor religieuze doeleinden (maar mogelijk gestreden door seculiere leiders en soldaten).

## Aard van godsdienstoorlogen
Over de aard van godsdienstoorlogen is veel debat geweest. Aan de ene kant kan men stellen dat de term godsdienstoorlogen de lading niet dekt: de meeste militaire conflicten worden namelijk uitgevochten met economische of machtspolitieke motivatie. Anderzijds is er de laatste jaren een zekere kentering te bestuderen. Met name cultuurhistorici wijzen op het belang van de religieuze context waarin een aantal conflicten zijn uitgevochten. Voor de Franse godsdienstoorlogen werd het debat hierover aangezwengeld door een artikel van Natalie Zemon Davis, die sprak van 'rites of violence'. Volgens de New Cultural Historians is religie niet zozeer een stelsel dogma's, maar een bindende sociale factor die culturele identiteit verschaft. Geen 'body of beliefs' maar een 'body of believers'. Mack Holt constateert een historiografische tendens om 'de godsdienst weer in de godsdienstoorlogen terug te brengen'. Volgens Konrad Repgen is de vraag naar motivatie niet te beantwoorden: het is namelijk niet te achterhalen in hoeverre strijders werkelijk godsdienstig gemotiveerd zijn. In zijn visie is een godsdienstoorlog een conflict dat religieus wordt gelegitimeerd.
Men kan zich ook afvragen in hoeverre een interne strijd wel te kwalificeren is als een godsdienstoorlog. Een strijd tussen gelijkgerichte godsdiensten, zoals in Ierland, en in de 16e eeuw in Frankrijk (katholieken tegen de hugenoten), doet zich ook binnen de islam voor (soennieten tegen sjiieten). Voor wat betreft de christelijke godsdienstoorlogen wordt ook wel gesproken over confessieoorlogen.
Ook over de islamitische godsdienstoorlogen is veel debat. De minimalistische visie stelt dat conflicten in feite materialistische doeleinden hadden. Het uitroepen van de jihad, bijvoorbeeld, aan het begin van jaarlijkse veldtochten van de Ottomanen had dan vooral een ritueel karakter. Volgens de maximalistische visie kan de gehele expansie van de islam sinds 622 gezien worden als jihad. Een recente erudiete analyse van Richard Bonney lijkt een genuanceerde middenpositie in te nemen. Bonney historiseert het verschijnsel jihad en concludeert dat de aard van jihad vooral contextbepaald was.
In zijn comparatieve studie over 'heilige oorlog' komt James Turner Johnson (2003) tot ongeveer een dozijn kenmerken.
William T. Cavanaugh uitte in 2009 kritiek op de naar zijn mening gangbare ideologisch gekleurde religiekritiek in zijn boek The Myth of Religious Violence. De Amerikaanse theoloog - zelf rooms-katholiek - vond dat in de vroegere geschiedschrijving over de 17e en 18e eeuw te weinig aandacht was voor politieke, sociale en economische oorzaken van geweld. Hij vond ook dat de godsdienst niet zomaar als verklaringsfactor van geweld mag worden ingevoerd. Cavanaugh ging uit van de kennistheoretische analyse dat een breed containerbegrip als "religie" sowieso ongeschikt is om geweld en specifieke historische gebeurtenissen als oorlogen mee te verklaren. Religie zou bij nader onderzoek geen transcultureel en transhistorisch begrip of verschijnsel blijken te zijn dat zich altijd en overal laat verbinden met zoiets als geweld en oorlog. Hij bekritiseerde het daarom als onkritisch en gekleurd essentialisme om te spreken van 'religieus geweld' of 'godsdienstoorlogen'.
Cavanaugh bestreed de idee, als zou in de zogenaamde godsdienstoorlogen van de 17e en 18e eeuw de moderne seculiere natiestaat een einde hebben gemaakt aan primitief 'religieus geweld' van katholieken en protestanten. Cavanaugh behandelde in die periode in Europa 45 verschillende voorbeelden van gewapende conflicten en oorlogen tussen katholieke vorsten onderling, tussen protestantse vorsten onderling en van katholiek-protestantse bondgenootschappen tegen een protestantse of katholieke derde partij, waarbij religie niet het motief vormde. Het vele geweld kwam volgens Cavanaugh toen niet zozeer voort uit de religie, maar uit het opkomende absolutisme dat een groeiende behoefte had aan nationale, territoriale begrenzing. Dit absolutisme legde de basis voor het ontstaan van het seculiere nationalisme, dat zijns inzien een veel gewelddadiger karakter en structuur zou aannemen, dan dat godsdiensten en gelovigen an sich onderling ooit hebben laten zien, ook wanneer ze zich onder dwang verbonden met de moderne natiestaat.
Staten wilden godsdiensten onderwerpen, maar als ongewenste, onafhankelijke transterritoriale factor, en dus niet om het geweld ervan in te dammen. Dat laatste vormde volgens Cavanaugh echter wel een hardnekkige seculiere mythe. Die mythe zou er onder meer toe dienen om tot in de vroege 21e eeuw toe (vooral na 9/11) een ideologische tegenstelling te creëren tussen het seculiere westen met zijn zelfbeeld van toepasser van modern, beschaafd, redelijk, humanitair geïnspireerd geweld, met daar tegenover een beeld van de ander, 'de rest', die gevaarlijk, primitief, religieus geweld zou uitoefenen. Hij ontkende niet, dat vandaag bepaalde vormen van terrorisme zich op religie beroepen, maar dat was voor hem geen voldoende aanwijzing om bijvoorbeeld een exclusieve relatie te mogen veronderstellen tussen bijvoorbeeld de islam en terreur.

## Oudheid (t/m 5e eeuw)
Godsdienstoorlogen komen door de gehele geschiedenis voor, ook in de Oudheid.

### Oude Griekenland
In de Griekse oudheid is een viertal oorlogen gevoerd om en rond het heiligdom van Delphi tegen personen of staten die zich aan heiligschennende daden ten overstaan van de god Apollon schuldig zouden hebben gemaakt. Onderscheiden worden:
- De Eerste Heilige Oorlog (595–585 v.Chr.)
- De Tweede Heilige Oorlog (449–448 v.Chr.)
- De Derde Heilige Oorlog (356–346 v.Chr.)
- De Vierde Heilige Oorlog (339–338 v.Chr.)

### Antiek jodendom

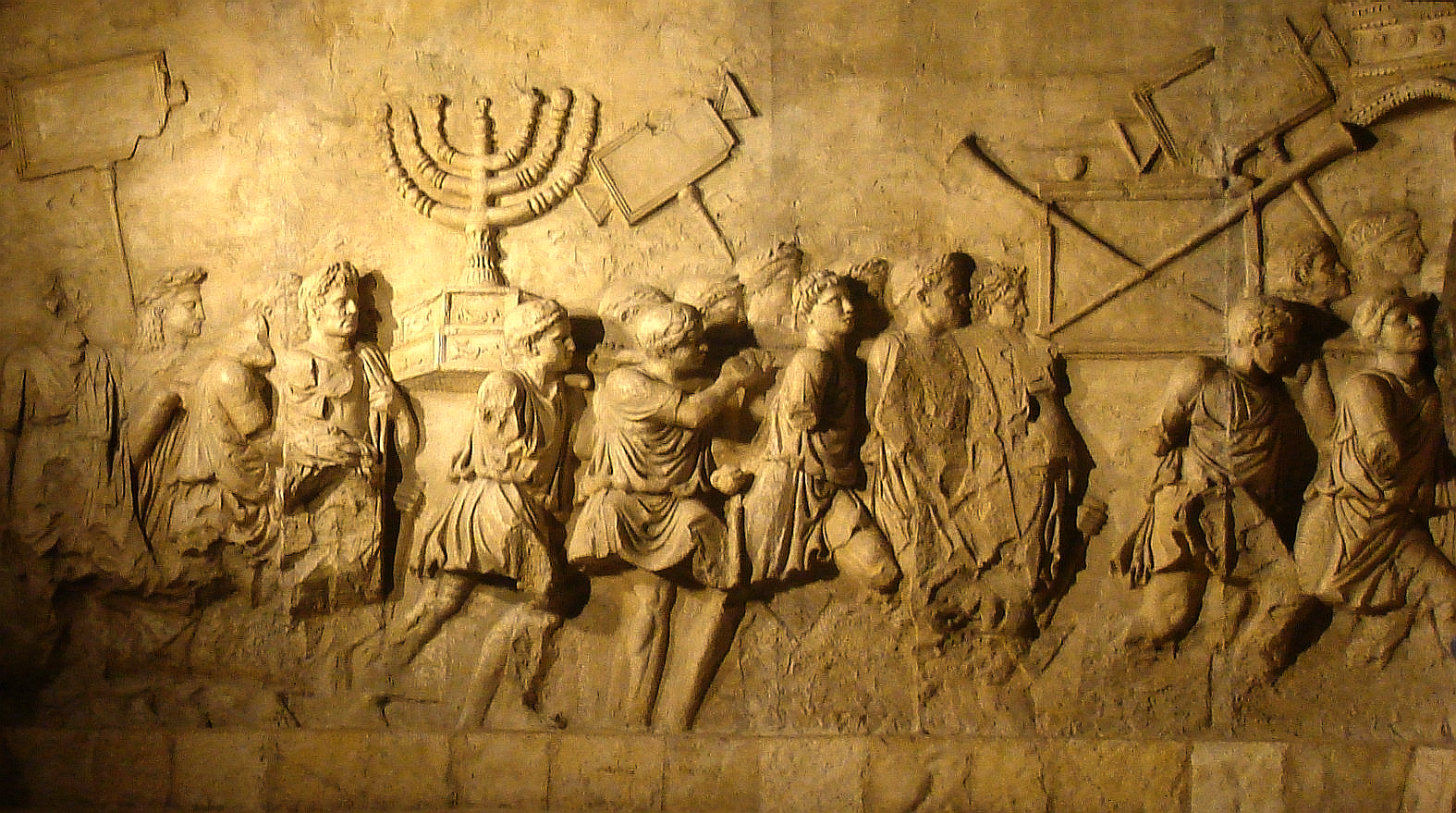
Boog van Titus: Romeinen voeren joodse oorlogsbuit weg na de val van Jeruzalem (70 n.Chr.)

Bekende voorbeelden van antieke godsdienstoorlogen zijn te vinden in het Oude Testament, waarin het volk Israël soms strijd voerde die goddelijk gelegitimeerd leek. Toch wordt in het Oude Testament niet een concept van godsdienstoorlog als zodanig geformuleerd: de conflicten zijn heel specifiek voor een bepaalde context gelegitimeerd. Bovendien zijn ze exclusief voor de situatie van Israël, dat primair een defensieve oorlog voert (ter bescherming van het Beloofde Land). De externe verdediging van het Heilige Land ging meestal gepaard met een interne zuivering.
- De Oorlog tegen de Midjanieten (volgens Numeri 31), een waarschijnlijk fictieve heilige oorlog die werd gevoerd op bevel van de Israëlitische god Jahweh en de profeet Mozes tegen de Midjanieten voor een onduidelijke misdaad die zij tegen Jahweh dan wel de Israëlieten zouden hebben gepleegd.
- De Benjaminitische Oorlog (volgens Rechters 19–21), een waarschijnlijk fictieve heilige oorlog die werd gevoerd op bevel van de Israëlitische god Jahweh tegen de Benjaminieten voor de groepsverkrachting van een Levitische bijvrouw.

- De Makkabese Opstand (167–160 v.Chr.) werd veroorzaakt doordat bepaalde joodse rituelen werden verboden door de Seleuciden.

De naam Joods-Romeinse oorlogen is gegeven aan een reeks Joodse opstanden tegen het Romeinse Rijk, dat in 63 v.Chr. de Hasmonese staat in Palestina onderwierp. Zij omvatten:
- De Joodse Oorlog (66–73) — ook Eerste Joodse Opstand of Grote Joodse Opstand genoemd, eindigde met de val van Massada (73)
- De Kitosoorlog (115–117)
- De Bar Kochba-opstand (132–135)

### Vroege christendom
Omdat het Nieuwe Testament neigt naar pacifisme en omdat de positie van christenen aanvankelijk zwak was, laat de vroege christelijke geschiedenis geen godsdienstoorlog zien. Niettemin zijn na verloop van tijd teksten uit het Oude Testament wel degelijk vertaald naar een concept van godsdienstoorlog door ze te mengen met het concept van rechtvaardige oorlog. De eerste veldslag met een duidelijk christelijk element was de Slag bij de Milvische Brug (312), waarbij de Romeinse keizer Constantijn de Grote christelijke tekens zou hebben aangebracht op de schilden van zijn soldaten om daarmee de overwinning te behalen; bronnen spreken elkaar tegen of voor het labarum of het IHS gekozen is. Soms wordt de Slag aan de Frigidus (394) gezien als een strijd tussen de christelijke Oost-Romeinen en heidense West-Romeinen, maar het religieuze element van dit conflict wordt betwist.

## Vroege middeleeuwen (6e–10e eeuw)

### Vroege islam
De twee elementen van externe verdediging en interne zuivering zijn ook terug te vinden in de islam. De Koran geeft, anders dan het Oude Testament, wel een concept godsdienstoorlog (jihad), dat eveneens een interne en externe kant heeft. Intern slaat dan op een zuiver geloof, zowel van individuen als van het gebied dat valt onder de islam. Extern impliceert de jihad strijd tegen de 'ongelovigen'. De strijd hoeft overigens niet gewapend te zijn: volgens islamitische theologen is elke vorm van verspreiding van de islam een onderdeel van de jihad: dus ook discussie. Recentelijk is West-Europa ook vertrouwd geraakt met de term jihad, waaronder in strikte zin slechts de uiterlijke jihad wordt gerekend: de strijd die de islam zou kunnen of moeten voeren tegen 'ongelovigen'. De jihad gaat terug op de vroegste geschiedenis van de islam: in feite kan men de gehele expansie van de islam als een godsdienstoorlog betitelen omdat die formeel door de Koran werd gelegitimeerd. Binnen de traditie van de jihad ontwikkelden zich specifieke tradities, waarin culturele oorlogstradities zich mengden met islamitische legitimaties. Zo zagen de Turkse ghazis, cavaleristen, zichzelf als jihadstrijders, evenals de Safavidische qizilbash.

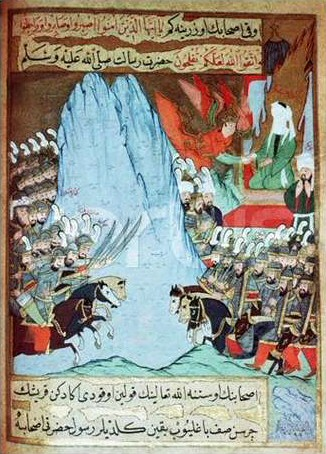
Een gedeelte van de Koran wordt tijdens een veldslag aan Mohammed geopenbaard.

- De Expedities van Mohammed (623–632) zijn alle overvallen, veldslagen en belegeringen die onder aanvoering van (ghazwah) of in opdracht van (sariyyah) de islamitische profeet Mohammed zijn voltrokken door de eerste moslims, waarna het eerste kalifaat werd gevestigd.
- De Verspreiding van de islam tijdens het Kalifaat van de Rashidun (632–661) is de reeks islamitische godsdienstoorlogen gevoerd door de Rechtgeleide Kaliefen, de vier opvolgers van Mohammed.
- De Eerste Fitna (656–661) was de eerste oorlog van moslims onderling: er werd gestreden om de opvolging van kalief Oethman tussen de voorlopers van de soennieten en de sjiieten.
- De Tweede Fitna (680–692) was de tweede oorlog tussen sjiitische en soennitische moslims.
  - De Slag bij Karbala (680) is de militaire confrontatie die de definitieve splitsing van de islam in soennisme en sjiisme heeft bewerkstelligd.
- De Slag bij Guadalete (711) was de veldslag waarin de Omajjaden onder leiding van Tariq ibn Zijad de overwinning behaalden op Iberische christenen onder leiding van Roderik, de laatste Visigotische koning.

De islamitische wereld raakte sinds 750 steeds verder politiek en religieus gefragmenteerd en er bestond zodoende geen centrale leiding meer. Volgens mediëvist John Tolan waren de Arabische veroveringen van Europese mediterrane eilanden (Sicilië, Sardinië, Corsica en de Balearen), grote delen van Apulië en de vestiging van een kapersfort in Fraxinetum (Provence) in de 9de en 10de eeuw dan ook niet het resultaat van een gecoördineerd plan om Europa aan de islam te onderwerpen. De aanvallen van islamitische "zeerovers" en "gelukszoekers" kwamen eerder voort uit individuele ambitie en hebzucht dan religieuze motivatie.

### Frankische expansie
Het Frankische Rijk presenteerde zich vanaf de bekering van Clovis I tot het rooms-katholicisme (ca. 500) als de opvolger van het West-Romeinse Rijk. De Franken breidden hun grenzen uit met een dubbel doel: versterking van hun wereldlijke macht en de verspreiding van het christendom; het laatste deden ze soms in samenspraak met, maar soms ook tegen de zin van, missionarissen die "heidenen" op vreedzame wijze trachtten te bekeren.
- De Fries-Frankische oorlogen (ca. 600–793) leidden ertoe dat de heidense Friezen, lange tijd onder leiding van de gevreesde koning Radboud, zich tot het christendom moesten bekeren en het gezag van de Frankische koning erkennen.
- De Saksenoorlogen (772–804) waren een reeks conflicten tussen de Oudsaksisch gelovende bewoners van het latere Oost-Nederland en West-Duitsland en de zich uitbreidende Franken onder leiding van Karel de Grote. Terwijl de Saksen met Widukind regelmatig kerken afbrandden (zoals die van Lebuïnus te Deventer), verwoestten de Franken vele Saksische heiligdommen zoals de Irminsul en de Donareik. Het hoogtepunt van de Saksenoorlogen was het Bloedbad van Verden.
- De Frankische verovering van het Avaarse Rijk in Pannonië (jaren 790), gevolgd door gedwongen bekering van de Avaren van heidendom tot christendom.

### Elders
- Het Soga-Mononobe-conflict (552–587) tussen de pro-shintoïstische Mononobe-clan en de zegevierende pro-boeddhistische Soga-clan geleid door Shotoku Taishi in Yamato.
- Een Meso-Amerikaanse godsdienstoorlog (eind 10e eeuw) tussen aanhangers van Tezcatlipoca en die van Quetzalcoatl (o.a. Tolteken) joeg de laatsten op de vlucht naar Yucatán.[13]

## De kruistochten (11e–15e eeuw)

### Kruistochten naar het Heilig Land 1095–1291

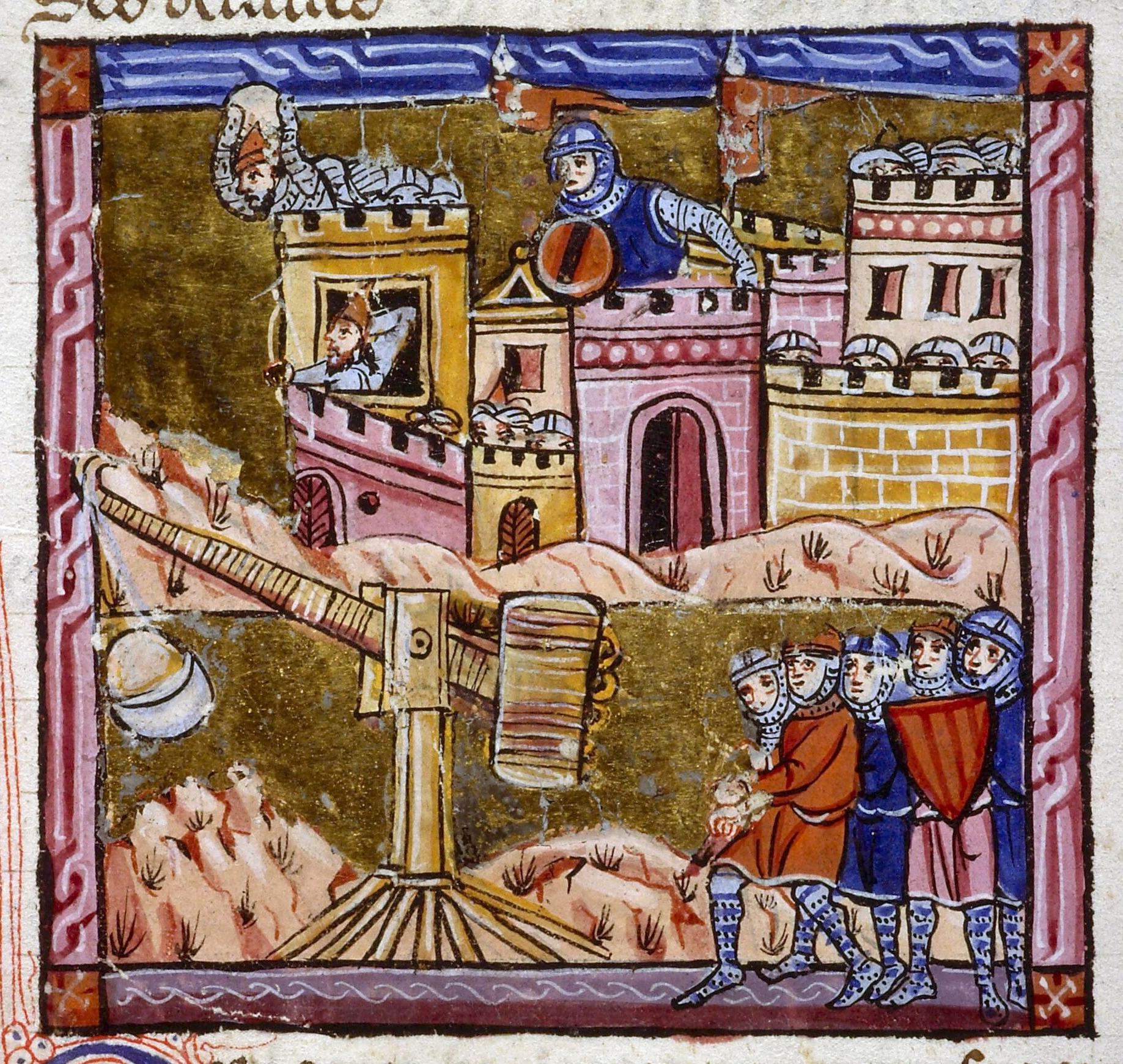
Het Beleg van Akko tijdens de Derde Kruistocht.

De rechtvaardige oorlog (bellum justum) was een Romeinse opvatting van conflict, die door de kerkvader Augustinus werd geïnterpreteerd binnen een christelijk kader. Een oorlog werd gezien als rechtvaardig wanneer aan drie voorwaarden werd voldaan: een legitieme autoriteit moest de oorlog uitroepen, de oorlog moest voor een rechtvaardige reden worden gevochten, en de motivatie om oorlog te voeren moest zuiver zijn.
Het concept van een rechtvaardige oorlog werd duidelijk opgepakt door de Rooms-Katholieke Kerk in de 11e eeuw. Dat leidde tot een legitimatie van de Kruistochten naar het Heilig Land, die vanaf 1095 zouden plaatsvinden. De kruistocht is in feite een sacralisering van de rechtvaardige oorlog: de paus was de legitieme autoriteit, het rechtvaardige doel was de bevrijding van het Heilig Land, en de kruisvaarders waren vrome strijders. De Kruistochten zijn vaak beschouwd als uiterst bloedige en wrede ondernemingen, gemotiveerd door irrationeel religieus fanatisme, maar anderen denken hier genuanceerder over: de parallel tussen de rechtvaardige oorlog en de heilige oorlog toont aan hoe dicht deze twee in feite bij elkaar zitten. De val van Akko in 1291 wordt doorgaans beschouwd als het einde van de kruistochten naar het Heilig Land.
- Volkskruistocht (1096)
- Eerste Kruistocht (1096–1099)
- Kruisvaart van 1101
- Noorse Kruistocht (1107–1110)
- Venetiaanse Kruistocht (1122–1124)
- Tweede Kruistocht (1147–1149)
- Kruisvaardersinvasie van Egypte (1154–1169)
- Kruistocht van 1197
- Derde Kruistocht (1189–1192)
- Vierde Kruistocht (1202–1204)
- "Kinderkruistocht" (1212)
- Vijfde Kruistocht (1213–1221)
- Zesde Kruistocht (1228–1229)
- Baronnenkruistocht (1239–1241)
- Zevende Kruistocht (1248–1254)
- Achtste Kruistocht (1270)
- Negende Kruistocht (1271–1272)

### Kruistochten tegen joden

Kaart van kruistochten en andere pogroms tegen joden ca. 1100–1600.

Deze kruistochten begonnen oorspronkelijk met het Heilig Land als doel, maar draaiden uit op massamoorden op joden in Europa.
- Rijnlandse Kruistocht (1096)
- Eerste Herderskruistocht (1251)
- Armenkruistocht (1309–1310)
- Tweede Herderskruistocht (1320)
- Jodenvervolging tijdens de Zwarte Dood (1348–1350)
- Met het Verdrijvingsedict (1492) werden alle joden met geweld uit Spanje verjaagd op beschuldiging van het aanzetten van geloofsafval onder katholieken. In 1497 gebeurde hetzelfde in Portugal.

### Kruistochten tegen ketters 1209–1545

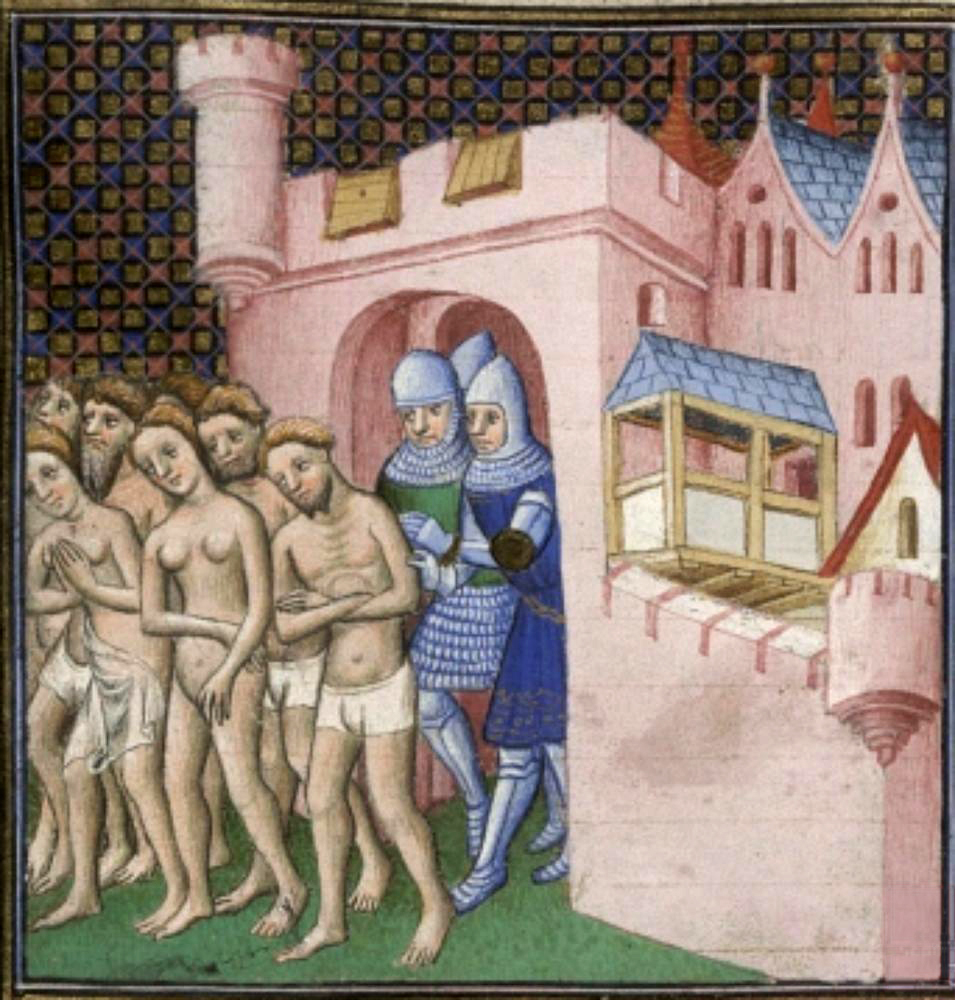
Katharen worden in 1209 uit Carcasonne verdreven.

Vanaf de 13e eeuw zijn de kruistochten niet alleen meer uitgeroepen door de paus, maar ook door christelijke vorsten, waardoor de aard van de kruistochten veranderde. Volgens de zogeheten "pluralisten" moeten we ook de strijd tegen de ketterij, bijvoorbeeld tegen de katharen (van wie het woord "ketter" is afgeleid), als kruistocht beschouwen:
- De Albigenzische Kruistochten (1209–1244) waren gericht tegen de katharen in Zuid-Frankrijk.
- De Kruistocht tegen de Stedingers (1234) was van de Bremense bisschop tegen zogenaamd "ketterse" Noord-Duitse boeren.
- De Bosnische Kruistocht (1235–1241) was van het katholieke koninkrijk Hongarije gericht tegen het Banaat Bosnië waar de "ketterse" Bosnische Kerk domineerde. De kruistocht werd in 1234 uitgeroepen door paus Gregorius IX nadat paus Honorius III hiertoe al eens vergeefs had opgeroepen in 1221 en 1225.
- De Aragonese Kruistocht (1284–1285) werd uitgeroepen door paus Martinus IV tegen Peter III van Aragón, die onlangs het pauselijk leengoed Sicilië had veroverd en daarom werd geëxcommuniceerd.
- De Kruistocht van Despenser (1389) was een Engelse expeditie in het graafschap Vlaanderen van aanhangers van tegenpaus Clemens VII (Avignon) tegen aanhangers van paus Urbanus VI (Rome).
- De Hussietenoorlogen (1419–1438) waren gericht tegen de "ketterse" hussieten, die zich van de katholieke Kerk hadden afgescheiden.
- De Waldenzische Kruistocht (1487–1488) was gericht tegen de "ketterse" waldenzen in Zuidoost-Frankrijk en Noordwest-Italië, vooral in het Italiaanse deel van het hertogdom Savoye.
- Het Bloedbad van Mérindol (1545) was eveneens gericht tegen de waldenzen, nu in de Franse plaats Mérindol.

### Kruistochten tegen heidenen (11e–15e eeuw)
Van een andere orde waren oorlogen die niet gericht waren op het Heilig Land of het bestrijden van ketters, maar voor het verder verbreiden van het christendom in "heidense" (dat wil zeggen "niet-Abrahamitische") gebieden die daarvoor nog nooit christelijk waren geweest. In feite waren zij een voortzetting van de politiek-militaire kerstening van Europa zoals die vanaf de laat-Romeinse en vroegmiddeleeuwse periode was gevoerd. Deze kruistochten waren wel meer internationaal georganiseerd, vaak met bemoeienis van de Heilige Stoel, en veel kruisvaarders die terugkeerden uit het Heilig Land, zoals ridders van de Duitse Orde, zetten in de Baltische regio hun verovering- en bekeringspolitiek voort.
- De Heidense opstand in Polen (ca. 1034–1039) was een opstand van Slavische heidenen tegen de kersteningspolitiek van de Piastische vorsten van het jonge koninkrijk Polen. Uiteindelijk slaagde Casimir I de Restaurator erin om de anarchie en de heidense opstanden te beëindigen en de Poolse staat te herstellen.
- De Heidense opstand van Vata (of Vatha) (1046) was de laatste poging van Hongaarse heidenen om de kerstening van Hongarije tegen te houden. Ze versloegen koning Peter Orseolo, maar moesten zich onderwerpen aan koning Andreas I van Hongarije.
- De Noordelijke of Baltische Kruistochten (1147–1411) werden ondernomen door Deense, Zweedse en Duitse kruisvaarders die de "heidense" volkeren langs de Oostzeekust tot het christendom wilden bekeren. Bij de Eerste Vrede van Thorn (1411) beloofde grootvorst Vytautas van Litouwen om Samogitië, het laatste heidense gebied van Europa, te kerstenen.[16] Dit betekende het einde van de Noordelijke Kruistochten tegen de heidenen.
  - Wendische Kruistocht (1147)
  - Eerste Zweedse Kruistocht (ca. 1155), mogelijk heeft deze nooit plaatsgevonden
  - Eerste Deense Kruistocht (1191)
  - Lijflandse Kruistocht (1198–1290)
  - Tweede Deense Kruistocht (1202)
  - Pruisische Kruistocht (1222–1295)
  - Tweede Zweedse Kruistocht (ca. 1245–1255)
  - Litouwse Kruistocht (1283–1410), beëindigd door de Slag bij Tannenberg (1410)
  - Derde Zweedse Kruistocht (1293)

### Kruistochten tegen moslims (11e–15e eeuw)
Kruistochten tegen islamitische staten in gebieden buiten het Heilig Land waarvan de meeste er in vroeger tijden ook overwegend christelijk waren geweest hadden een vergelijkbaar doel: het herwinnen van deze territoria voor de christenheid en het her-kerstenen van de bevolking.
- De Reconquista (11e–15e eeuw) was de geleidelijke herovering van het Iberisch Schiereiland (in religieuze zin, wegens de voormalige christelijke Visigoten; niet in politieke zin, want "Spanje" heeft vóór 1479 nooit bestaan) op verscheidene islamitische koninkrijken ("Moorse" taifa's) door verschillende christelijke koninkrijken, die uiteindelijk samensmolten tot het Spaanse Rijk.[17]
- De Normandische verovering van Sicilië (1061–1091) geschiedde op verzoek van paus Nicolaas II en in samenwerking met de Byzantijnen om de Arabische moslims van het eiland te verdrijven en de overwegend christelijke bevolking te "bevrijden".[18][19]
- Kruistocht van Smyrna (1343–1351, uitgeroepen door paus Clemens VI tegen de stad Smyrna van de Aydiniden.[20]
- Alexandrijnse Kruistocht (1365), een strafexpeditie tegen het Mammelukse Alexandrië door Cyprus, Venetië en de Hospitaalridders.[20]
- Savoyaardse Kruistocht (1366–1367), oorspronkelijk gericht tegen het Ottomaanse Rijk maar uiteindelijk vooral tegen het Bulgaarse Rijk.
- Kruistocht tegen Mahdia (1390), een Frans-Genuese militaire expeditie tegen de stad Mahdia in Tunesië.
- Kruistocht van Nicopolis (1396), een korte oorlog van verbonden kruisvaarders tegen het Ottomaanse Rijk.
- Kruistocht van Varna (1443–1444), uitgeroepen door paus Eugenius IV op 1 januari 1443 tegen het Ottomaanse Rijk. Een coalitie van Oost-Europese christelijke staten deed mee.

#### Alpujarras-opstanden 1499–1501 en 1568–1571
De Alpujarras-opstanden waren een nasleep van de Reconquista. De resterende islamitische bevolking van het Moorse koninkrijk Granada, dat in 1492 zich overgaf aan het katholieke Spanje met het Verdrag van Granada onder voorwaarde van het respecteren van hun geloofsvrijheid, zag zich tot tweemaal toe gedwongen tot opstand. Hun in het Verdrag vastgelegde rechten werden geschonden door de streng-katholieke Spaanse monarchen: eerst het Katholieke Koningspaar Ferdinand II van Aragon en Isabella I van Castilië, daarna Filips II van Spanje (tegen wie gelijktijdig in de Habsburgse Nederlanden de protestantse Tachtigjarige Oorlog uitbrak).
- Opstand van Alpujarras (1499–1501)
- Opstand van Alpujarras (1568–1571)

## De Reformatieoorlogen (16e–17e eeuw)

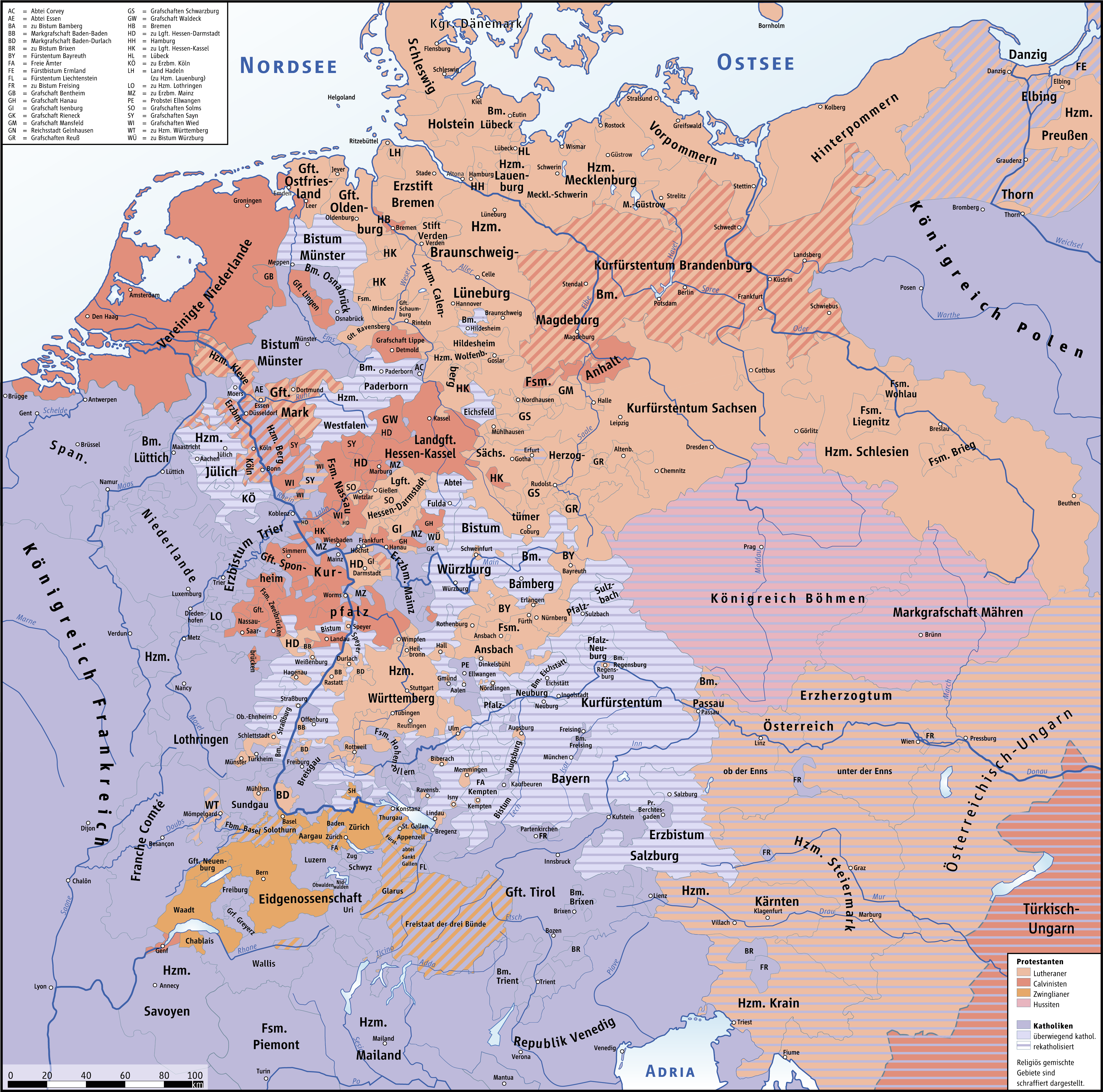
Religieuze situatie in het Heilige Roomse Rijk bij de uitbraak van de Dertigjarige Oorlog in 1618

De Reformatie of Hervorming begin 16e eeuw scheurde de rooms-katholieke Kerk uiteen en leidde tot het ontstaan van verscheidene christelijke stromingen die uit protest hun eigen weg gingen; vandaar dat zij "protestants" worden genoemd. De katholieke Kerk en katholieke vorsten reageerden met de Contrareformatie, die onder meer tot uiting kwam in het Concilie van Trente (1545–1563): eerst was er nog veel ruimte voor verzoening, maar later lag de nadruk op verharding van standpunten. Vanuit vele kanten werd geweld gehanteerd en de eigen uitleg van het christelijk geloof middels oorlog opgelegd. Derhalve wordt deze periode ook wel die van de Reformatieoorlogen genoemd.
De Reformatieoorlogen of Europese godsdienstoorlogen begonnen vrij snel na de breuk in het christendom die plaatsvond in het kielzog van de kritiek van Maarten Luther op de Katholieke Kerk. Andere belangrijke reformators zoals Johannes Calvijn en Huldrych Zwingli zouden eveneens grote religieuze en politieke invloed hebben en de Reformatieoorlogen stimuleren, terwijl koning Hendrik VIII van Engeland de Anglicaanse Kerk stichtte en in Bohemen en Moravië de hussieten (soms gezien als een protestantse stroming avant la lettre en derhalve de Hussietenoorlogen als voorspel op de Reformatieoorlogen) opnieuw opleefden.
Vaak wordt de Vrede van Westfalen (1648) bestempeld als het einde van deze Europese godsdienstoorlogen, maar er kan ook worden betoogd dat ze voortduurden tot ongeveer 1700. Op het hoogtepunt rond 1590 beheersten protestantse regeringen en/of culturen ongeveer de helft van het Europese grondgebied, maar door katholieke heroveringen was dat anno 1690 nog maar ongeveer een vijfde.
Er zijn historici die menen dat er een belangrijk verschil is tussen de middeleeuwse Kruistochten en de zestiende-eeuwse Reformatieoorlogen. Anderen zien juist continuïteit.

### Duitse periode 1522–1555

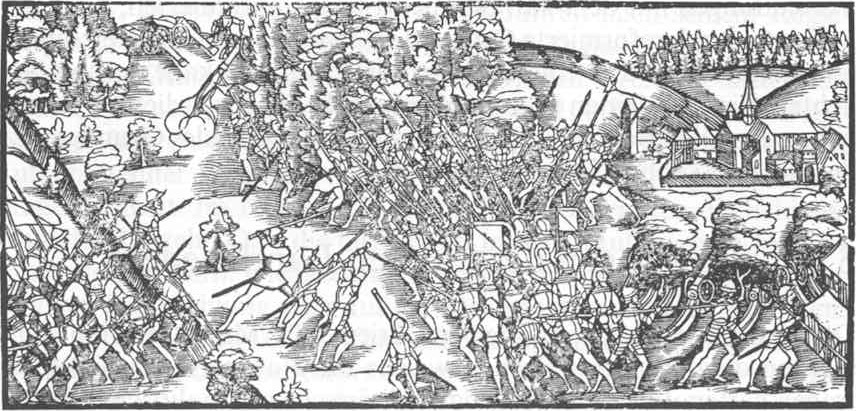
Tweede Slag bij Kappel (1531).

- De eerste Reformatieoorlogen betroffen de Ridderoorlog (1522–1523) en de Boerenoorlog (1524–1525) die in Duitsland uitbraken. De opstandelingen legitimeerden hun strijd met Luthers gedachtegoed, alhoewel de reformator zelf hun conflict fel veroordeelde.
- In 1529 en 1531 braken de korte Kappeleroorlogen uit in Zwitserland tussen zwingliaanse en katholieke kantons.
  - In de Eerste Kappeleroorlog (1529) kon een gewapend treffen nog ternauwernood worden voorkomen en vielen er geen slachtoffers.
  - In de Tweede Kappeleroorlog (1531) kwamen de religieuze spanningen wel tot uitbarsting. De protestantse kantons, die aangevuurd werden door reformator Huldrych Zwingli zelf, die sneuvelde in de slag bij Kappel, verloren de oorlog, waardoor de katholieke kantons een twee eeuwen durende politieke hegemonie konden vestigen.
- De Tudorse verovering van Ierland (1529–1603) op de katholieke Ierse bevolking door de Tudorse koningen van Engeland en hun protestantse bondgenoten.
  - De Kildare-opstand (1534–1535)
  - De Eerste Desmond-opstand (1569–1573)
  - De Tweede Desmond-opstand (1579–1583)
  - De Negenjarige Oorlog (1593–1603)
- De Anabaptistische opstand in Munster (1534–1535) was een radicaal-protestantse beweging die preekte dat de eindtijd nabij was en een theocratisch regime vestigde in Münster; de opstand werd neergeslagen door de katholieke prins-bisschoppelijke troepen.
- De Gravenvete (1534–1536) in de Unie van Kalmar (Denemarken en Noorwegen) woedde tussen de afgezette katholieke koning Christiaan II en de verkozen lutherse koning Christiaan III
- Het Wederdopersoproer (1535) was een poging om de Münsterse opstand te verspreiden naar Amsterdam; na de bezetting van het stadhuis werd de opstand neergeslagen met enkele tientallen doden.
- De katholieke Opstand van Francis Bigod (1537) keerde zich tegen de Engelse Reformatie.
- Later woedde de Schmalkaldische Oorlog (1546–1547) tussen lutherse Duitse vorsten en de katholieke keizer Karel V. Deze kreeg een vervolg met de Vorstenopstand of Tweede Schmalkaldische Oorlog (1552–1555).
- De Gebedsboekopstand (1549) in Engeland ging over het Book of Common Prayer

In 1555 werd de Godsdienstvrede van Augsburg gesloten, waarbij een compromis werd gesloten: elke vorst in het Heilige Roomse Rijk mocht beslissen of zijn land katholiek of luthers zou worden volgens het principe cuius regio, eius religio.

### Frans-Habsburgse periode 1562–1614

De Bartholomeusnacht (1572).

Nadat in Duitsland de vrede voorlopig was hersteld, braken elders in Europa godsdienstoorlogen uit, met name door de opkomst van het calvinisme.
- In 1562 begon de eerste van een reeks van negen Hugenotenoorlogen in Frankrijk, met als tragisch dieptepunt de afslachting van duizenden hugenoten (Franse calvinisten) in 1572 tijdens de Bartholomeusnacht. In 1598 garandeerde het Edict van Nantes een zekere mate van tolerantie voor protestanten en kwam er een einde aan deze oorlogen. De Franse godsdienstoorlogen (Guerres de religion) waren de eerste conflicten die door tijdgenoten ook als zodanig werden bestempeld.[27]
- In 1566 raasde de Beeldenstorm door de Habsburgse Nederlanden, die uitliep op de Tachtigjarige Oorlog oftewel de Nederlandse Opstand (1568–1648). De Tachtigjarige Oorlog wordt door historici vaak gezien als een godsdienstoorlog,[24][28][29] hoewel naast "godsdienstoorlog" ook andere omschrijvingen mogelijk zijn.[30][31] Volgens sommigen zoals L.J. Rogier varieerde het belang van de religieuze motieven tijdens de oorlog: hoewel de Tachtigjarige Oorlog niet om godsdienst zou zijn begonnen, werd dat uiteindelijk de belangrijkste reden voor de voortzetting ervan door "kabaal van calvinisten"; bij de onderhandelingen voor het Twaalfjarig Bestand in 1608 was de opstand al zozeer een godsdienstoorlog geworden, dat de Oostenrijkse aartshertogen in ruil voor de door hen geëiste volkomen vrijheid van uitoefening van de katholieke godsdienst het offer wilden brengen van de afstand van de zeven Verenigde Provinciën, en dus religieuze boven politieke belangen stelden.[32]
- Van 1583 tot 1588 woedde de Keulse Oorlog in het Rijnland tussen calvinisten en katholieken.
- Van 1592 tot 1604 woedde de Straatsburgse Bisschoppenoorlog in het prinsbisdom Straatsburg tussen protestanten en katholieken.
- De Afzettingsoorlog tegen Sigismund (1598–1599) werd gevoerd tussen de streng-katholieke Zweeds-Poolse koning Sigismund en zijn lutherse oom Karel, de hertog van Södermanland en regent namens Sigismund in Zweden.
- De Gulik-Kleefse Successieoorlog (1609–1610, 1614), zowel een successieoorlog als een godsdienstoorlog, ging over of de Verenigde hertogdommen Gulik-Kleef-Berg in katholieke of protestantse handen zouden vallen; ze werden uiteindelijk tussen beide partijen verdeeld.[33]

### Europese periode 1618–1648

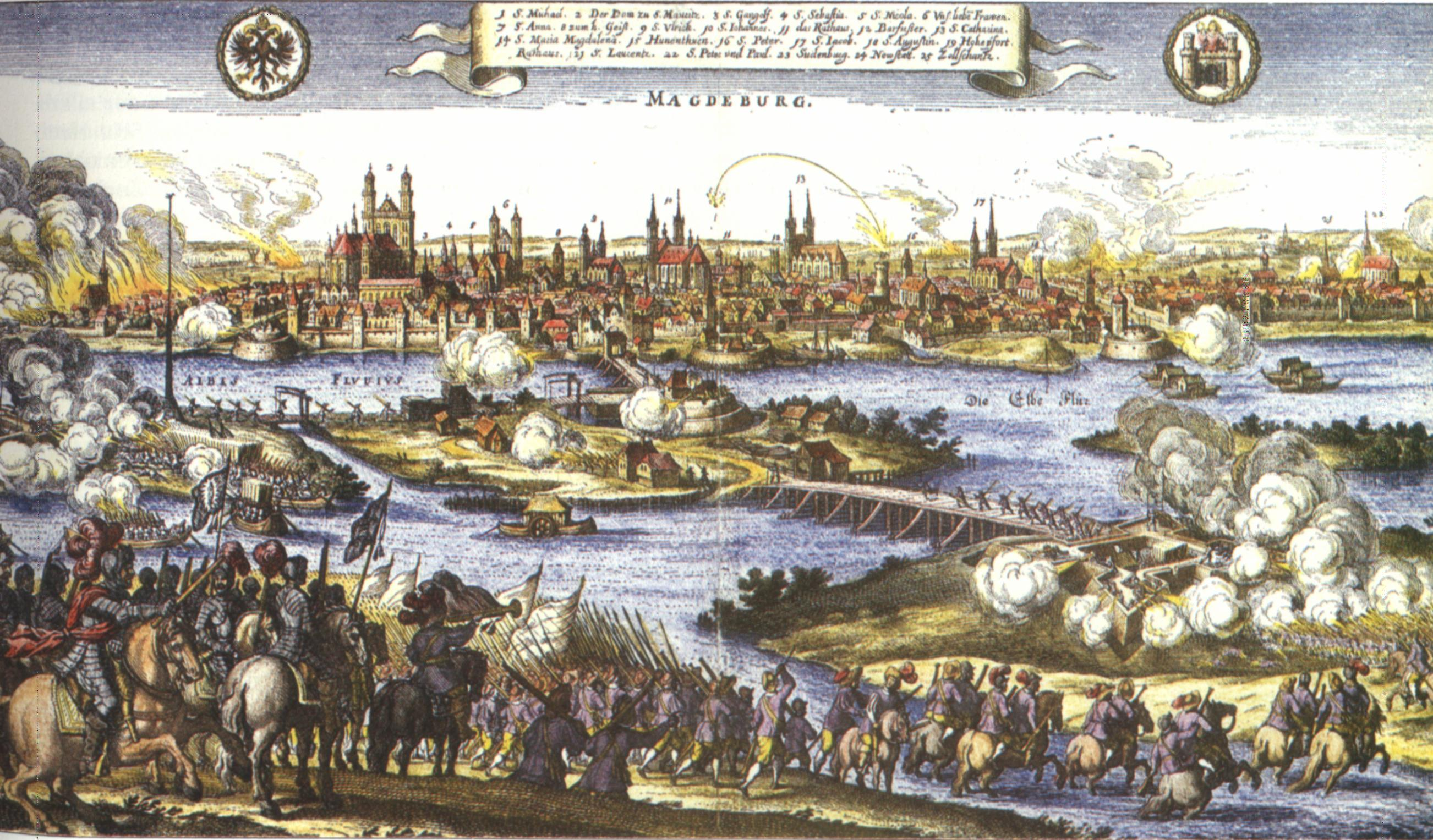
Het Beleg van Maagdenburg tijdens de Dertigjarige Oorlog.

Een derde golf van reformatieconflicten vond plaats in de 17e eeuw.
- De Dertigjarige Oorlog (1618–1648) was de grootste godsdienstoorlog, die parallel liep met de eindfase van de Tachtigjarige Oorlog en wiens uitbreken mede door toedoen van Prins Maurits was veroorzaakt. Het Heilige Roomse Rijk raakte verscheurd tussen protestanten en katholieken. Het conflict breidde zich snel uit door de interventie van buitenlandse mogendheden die soms wel (in het geval van Denemarken en Zweden), soms niet (in het geval van Frankrijk) hun geloofsgenoten te hulp schoten. Met de Vrede van Westfalen (1648) kwamen beide oorlogen ten einde. De Dertigjarige Oorlog geldt als de bloedigste godsdienstoorlog in de Europese geschiedenis.
  - Boheemse Opstand (1618–1620) tussen de protestantse edelen van Bohemen en de katholieke Habsburgse koning. Hiermee begon de Dertigjarige Oorlog, waarmee reeds woedende conflicten vervlochten raakten en anderen werden veroorzaakt.
  - Hessenoorlog (1567–1648) tussen het lutherse landgraafschap Hessen-Darmstadt (lid van de Katholieke Liga) en het calvinistische landgraafschap Hessen-Kassel (lid van de Protestantse Unie)
  - Pools-Zweedse Oorlog (1600–1629)
  - Mantuaanse Successieoorlog (1628–1631)
  - Deens-Zweedse Oorlog (1643–1645)
- De Hugenotenopstanden (1620–1622, 1625 en 1627–1629) in Frankrijk vonden plaats tussen de Hugenotenoorlogen en de Franse deelname aan de Dertigjarige Oorlog: de hugenoten poogden in opstand te komen tegen het koninklijk gezag, dat samenwerkte met de katholieke Kerk en openlijk het Edict van Nantes schond. De opstanden eindigden in een totale overwinning voor de katholieken.
- De Oorlogen van de Drie Koninkrijken (1639–1651) kunnen worden opgedeeld in vier kleinere doch verwante godsdienstoorlogen:[34]
  - De Bisschoppenoorlogen (1639–1640) gingen over of de Kerk van Schotland bestuurd moest worden door bisschoppen of niet, waarover koning Karel I van Engeland en de Schotten van mening verschilden.
  - De Engelse Burgeroorlog (1642–1651), kan als een godsdienstoorlog worden bestempeld, al speelde de machtsstrijd tussen de koning en het parlement ook een grote rol.
  - Schotland in de Oorlogen van de Drie Koninkrijken (1644–1651)
  - De Ierse Confederale Oorlogen (1641–1653), waaronder Cromwells verovering van Ierland (1649–1653)[35]

### Post-Westfaalse periode 1648–1720

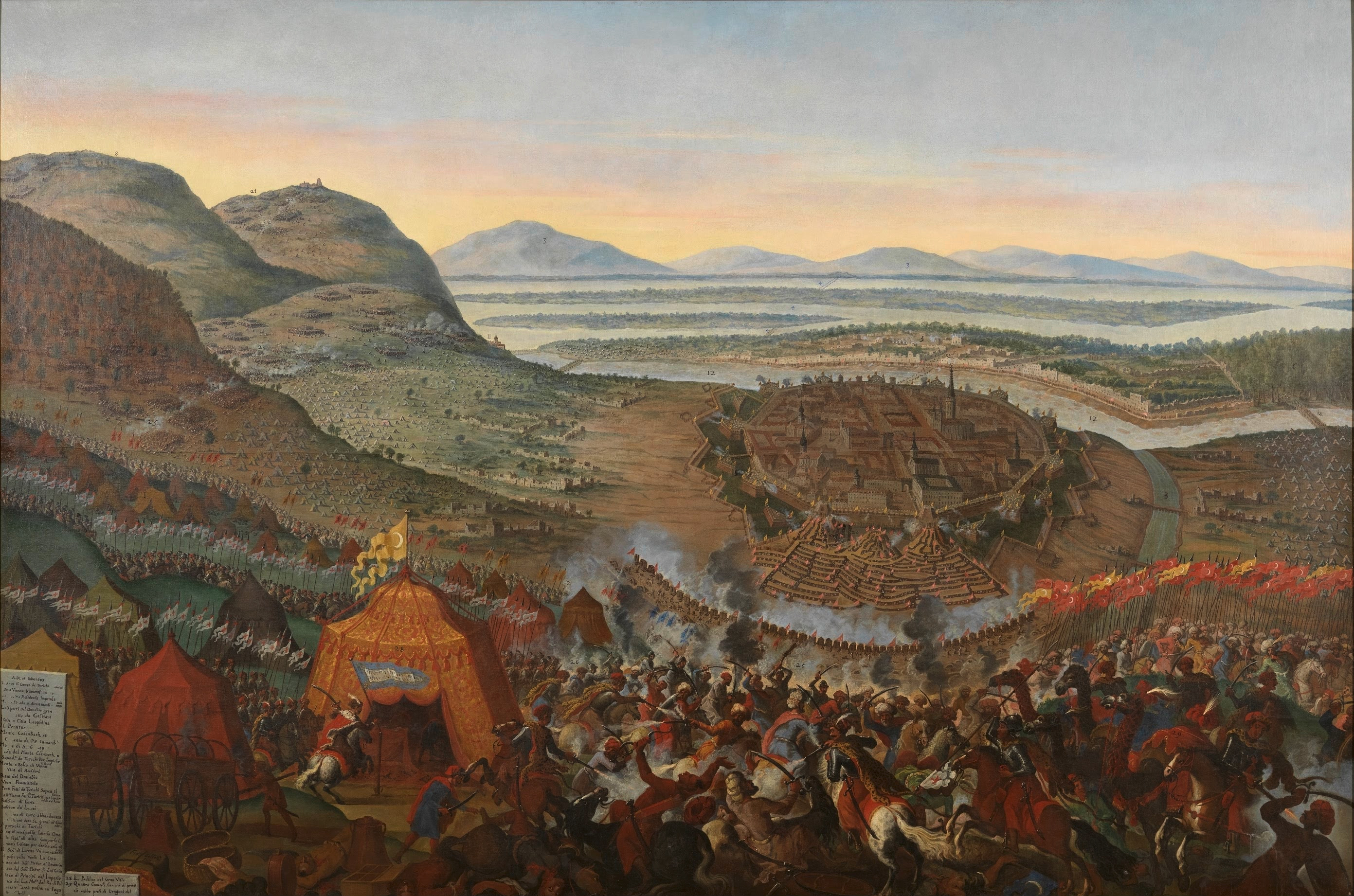
Het Tweede Ottomaanse beleg van Wenen.

Hoewel de Vrede van Westfalen soms wordt bestempeld als het einde van de godsdienstoorlogen, kunnen verschillende oorlogen tot minstens de jaren 1710 nog steeds tot de Reformatieoorlogen worden gerekend. Dit worden de post-Westfaalse oorlogen genoemd. In bijvoorbeeld de Zwitserse geschiedenis worden twee conflicten weleens als zodanig omschreven, al waren deze onmiskenbaar godsdienstige oorlogen wel een stuk kleinschaliger en kortstondiger:
- De Eerste Villmergeroorlog (1656), waarin de Zwitserse protestanten geleid door Bern werden verslagen.[36]
- De Toggenburgeroorlog of Tweede Villmergeroorlog (1712), die de Zwitserse katholieken verloren en de kantons Bern en Zürich sterker maakte.[36]
- De Savoyaardse Waldenzenoorlogen (1655–1690) begonnen in april 1655 met de Piëmontese Pasen (Pasque piemontesi), een kruistocht van de katholieke hertog Karel Emmanuel II van Savoye tegen de protestantse waldenzen in zijn valleien, waarbij 6000 waldenzen werden gedood. Jozua (Giosuè) Janavel voerde daarop een decennialange waldenzische guerrillastrijd tegen de Savoyaardse hertogelijke troepen. Duizenden verloren het leven en veel waldenzen vluchtten naar Zwitserland of Duitsland. De massamoorden leidden tot een grote schok en verontwaardiging in protestants Europa.[22][37]
- De Tweede Engels-Nederlandse Oorlog (1665–1667) tussen Engeland en de Republiek der Zeven Verenigde Nederlanden.[38]
- De Grote Turkse Oorlog (1683–1699) werd uitgevochten tussen het islamitische Ottomaanse Rijk en de christelijke Heilige Liga.
- De Negenjarige Oorlog (1688–1697)[35]
  - De Glorious Revolution (1688–1689)[35]
  - De Tweekoningenoorlog (1688–1691) in Ierland[35]
  - De Jacobitische opstand van 1689 in Schotland: rooms-katholieken en anglicaanse Tories steunden de afgezette katholieke koning Jacobus Stuart tegen de nieuw gekroonde calvinist Willem III van Oranje en zijn Presbyteriaanse Covenanter bondgenoten; de religieuze component mag echter als secundair worden beschouwd aan de dynastieke factor.[39]
- De Spaanse Successieoorlog (1701–1714) in heel Europa had een sterke religieuze component[35]
- De Oorlog in de Cevennen (1702–1710) in Frankrijk[38]

## 18e-eeuwse godsdienstoorlogen

Vendée-rebellenvlag: "Katholiek en Koninklijk Leger".

### Franse Revolutie en Reactie
- De Opstand in de Vendée (1793–1794) was een katholieke en royalistische opstand in de West-Franse Vendée tegen het antiklerikale beleid van de republikeinse Franse revolutionairen. Na aanvankelijk succes werd de opstand door de revolutionairen met drastisch geweld neergeslagen.[40]
- De Boerenkrijg (1798) was deels een reactie op de ontkersteningspolitiek van de Franse revolutionairen die de Lage Landen in 1795 hadden veroverd. Onder de leus Voor Outer en Heerd (Voor Altaar en Haard, oftewel "Voor Kerk en Gezin") kwamen katholieke boeren in opstand tegen de antigodsdienstige maatregelen (waaronder het sluiten van kerken) van het Directoire, hoewel ook de plundering van het platteland een belangrijke factor was en de rechtstreekse aanleiding werd gevormd door de invoering van algemene dienstplicht op 5 september 1798.[41]

### Fula jihads (1725–1903)
De Fula jihads of Fulani jihads waren een reeks jihadistische oorlogen in West-Afrika gevoerd door islamitische Fula tegen de inheemse natuurgodsdienstige machthebbers. Deze werden gevoerd vanaf 1725, leidden tot de oprichting van verscheidene Fula jihadstaten en deze duurden voort tot de Franse kolonisatie van het Toucouleurrijk in 1893 en de Britse kolonisatie van het Kalifaat Sokoto in 1903.

## 19e-eeuwse godsdienstoorlogen

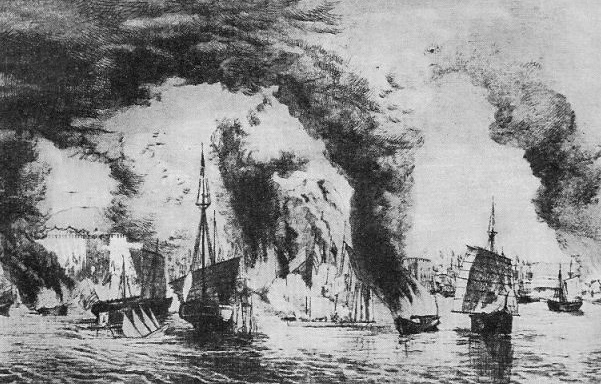
Kanonnade van Qing-schepen die de hoofdstad van het Hemelse Koninkrijk belegeren.

- Na de Britse teruggave van de Nederlandse koloniën bij het herstel van de Nederlandse onafhankelijkheid na de Franse bezetting, dreigden overal in Nederlands-Indië opstanden: die op Java leidden tot de Java-oorlog (1825–1830) en op Sumatra tot de Padri-oorlogen (1827–1831). Deels was hier ook sprake van een godsdienstoorlog door de islamistische padri-beweging tegen het Nederlandse gouvernement.
- De Belgische Revolutie (1830–1831/9) had drie hoofdmotieven: katholieke, liberale en Franstalige weerstand tegen de protestantse, verlicht despotische en Nederlandsbevorderende politiek van Willem I der Nederlanden.[42] Het Voorlopig Bewind dat zich tijdens de septembergevechten in Brussel opwierp als leidinggevend orgaan van de rebellen bestond volledig uit Franstalige katholieken en liberalen (unionisten). Echter, er was ook opstandigheid (waaronder dienstweigering) in overwegend katholieke gebieden in Noord-Nederland, zoals Twente en het Rivierengebied (de Liemers, het Rijk van Nijmegen en het Land van Maas en Waal), waar het Nederlandse leger extra manschappen heen moest sturen om de orde te handhaven.[43][44] In het vanouds katholieke Limburg kregen de rebellen zelfs vaste voet aan de grond, echter op de vestingsteden Maastricht en Venlo na, zodat Oost-Limburg tegen wil en dank toch bij Noord-Nederland bleef horen. Andere overwegend katholieke gebieden zoals Zeeuws-Vlaanderen en Noord-Brabant vertoonden betrekkelijk weinig sympathie voor de revolutie, al vreesde de Nederlandse regering daar wel voor, en derhalve werden er daar voor de zekerheid extra troepen gelegerd.
- De Sonderbundsoorlog (1847), waarbij conservatieve katholieke kantons van Zwitserland een mislukte poging deden om zich van het Eedgenootschap af te scheiden.[45]
- De Chinese Taiping-opstand (1850–1864) van de syncretistische christelijke Taiping-sekte onder leiding van Hong Xiuquan, die met miljoenen volgelingen het Hemelse Koninkrijk van de Grote Vrede stichtte en in een bloedige burgeroorlog trachtte de traditioneel-religieuze Qing-dynastie omver te werpen.

## 20e-eeuwse godsdienstoorlogen

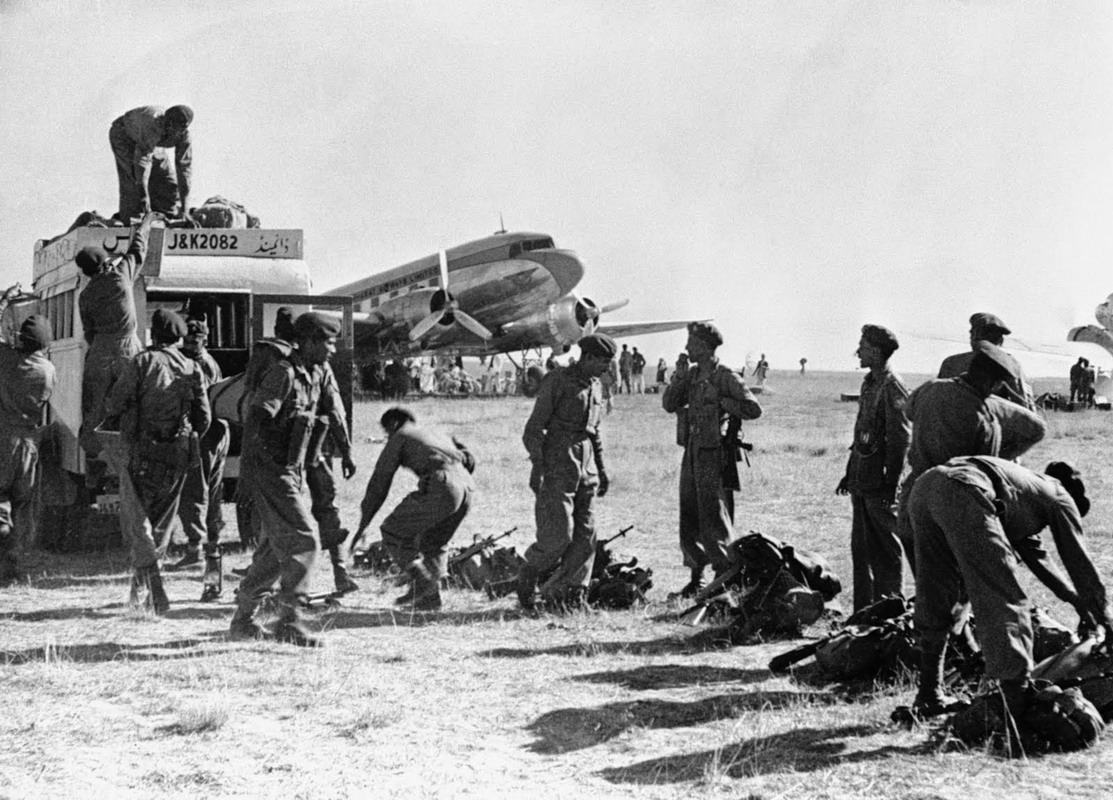
Indische soldaten tijdens de Eerste Kasjmiroorlog (1947).

Recentere voorbeelden van oorlogen waarbij religie een belangrijke factor vormde voor het ontstaan of de uiteindelijke inzet van gewapend conflict zijn onder andere:
- De Cristero-oorlog (1926–1929): gevoerd door katholieke rebellen (Cristeros, "krijgers van Christus") tegen de revolutionair-socialistische Mexicaanse regering die secularistische en antitheïstische maatregelen nam zoals de Wet-Calles.
- Het Kasjmirconflict (1947–heden) komt voort uit onenigheid over of Jammu en Kasjmir bij de Deling van Brits-Indië aan het voor moslims bestemde Pakistan (inclusief Oost-Pakistan, heden Bangladesh) of aan het voor hindoes bestemde India toekwam.
  - Eerste Kasjmiroorlog (1947–1948)
  - Tweede Kasjmiroorlog (1965)
  - Indo-Pakistaanse Oorlog van 1971
  - Kargil-oorlog (1999)
- Het Arabisch-Israëlisch conflict (1948–heden) is een uiterst complex conflict tussen Israël, de Palestijnen en omringende Arabische landen, waarbij religie, nationalisme, politiek, economie enz. door elkaar heenlopen; religie is een onontbeerlijk ingrediënt in dit geheel (bijvoorbeeld gezien het feit dat Israël zichzelf presenteert als "joodse staat" en de islamitische opvatting dat een islamitisch geworden land (Palestina) nooit meer uitgeleverd mag worden aan niet-moslims).
- De Eerste Soedanese Burgeroorlog (1955–1972) tussen de overwegend islamitische noorderlingen en de overwegend christelijk-animistische zuiderlingen.
- De Eritrese Onafhankelijkheidsoorlog (1961–1991) is grotendeels te typeren als een godsdienstoorlog tussen het overwegend islamitische Eritrea en het overwegend christelijke Ethiopië.

- The Troubles (eind jaren 1960–1998): de strijd in Noord-Ierland tussen de protestanten[46] en rooms-katholieken[47] om het al dan niet aansluiten van Ulster bij Ierland.
- De Biafra-oorlog (1967–1970) was naast economische, etnische en culturele spanningen een godsdienstoorlog tussen de christelijke Igbo en de islamitische Haussa-Fulani.
- De Moro-opstand in de Filipijnen (1969–2014) was een godsdienstoorlog tussen islamitische Moro-separatisten (het Moro National Liberation Front, het Moro Islamic Liberation Front en de Abu Sayyaf-groep) en de regering van de overwegend rooms-katholieke Filipijnen.
- De Libanese Burgeroorlog (1975–1990) wordt vaak omschreven als een godsdienstoorlog tussen christelijke, soennitische en sjiïtische milities over de politieke verhoudingen tussen de bevolkingsgroepen in Libanon.
- De Irak-Iranoorlog (1980–1988) werd door het Iraakse Saddam Hoessein-regime begonnen om politiek-militair gewin nadat de Iraanse Revolutie haar buurland had veranderd in de aanvankelijk intern verdeelde en daarom instabiele Islamitische Republiek Iran. De puriteins-sjiietische regering van Iran maakte van de oorlog een heilige oorlog, waarbij de in hun ogen 'tirannieke' soennieten verslagen moesten worden; er werd veel teruggegrepen naar de Slag bij Karbala om de overwegend sjiietische bevolking van Iran te verenigen en mobiliseren tegen de "soennitische vijand" Irak.
- De Tweede Soedanese Burgeroorlog (1983–2005) wordt wel omschreven als een etnisch-religieuze oorlog tussen de islamitische noordelijke meerderheid die de staat domineerde en de shariawetgeving nationaal wilde invoeren, en de christelijk-animistische zuidelijke minderheid die zich daartegen verzette (hoewel de Zuid-Soedanezen ook onderling slaags raakten). Uiteindelijk werd Zuid-Soedan in 2011 onafhankelijk als gevolg van dit bloedige conflict met het door moslims gedomineerde noorden.
- De Joegoslavische Oorlogen (1991–1995): hoewel vaak omschreven als een etnisch of nationalistisch conflict, menen sommige critici dat het hier in werkelijkheid ging om godsdienstoorlogen (katholiek versus orthodox versus islamitisch), en dat woorden als "Servisch" en "Kroatisch" slechts eufemismen waren om de godsdienstige kern van de conflicten te verhullen.[48][noot 1]

## 21e-eeuwse godsdienstoorlogen
- Het Shariaconflict in Nigeria (1999–heden) ontstond na de beëindiging van de 33-jarige militaire dictatuur en het herstel van de democratie. Toen verschillende Noord-Nigeriaanse deelstaten (waar de bevolking merendeels moslim is) daarop de sharia invoerden, in weerwil van Nigeria's seculiere grondwet en de overwegend in het zuiden wonende christelijke minderheid (ca. 40% van de totale bevolking), braken er christen-moslimrellen uit in onder meer Kaduna (februari 2000, meer dan duizend doden).[50] De spanningen tussen allerlei verschillende etnische, taalkundige, religieuze enz. bevolkingsgroepen die regelmatig tot dodelijke rellen leidden, gingen aanvankelijk hoofdzakelijk over de toegang tot schaarse goederen,[51] maar na verloop van tijd ging het religieuze element overheersen. Boko Haram werd uiteindelijk de belangrijkste islamistische beweging die de sharia in heel Nigeria wil invoeren en sinds 2009 een gewapende opstand tegen de federale (door christenen gedomineerde) regering voert om een islamitische staat te vestigen.[52]
- De Rebellie in Zuid-Thailand (2001-heden) is een burgeroorlog tussen de Maleissprekende moslimbevolking in het Zuiden van Thailand tegen de boeddhistische overheid van Thailand.
- De Syrische Burgeroorlog (2011–heden): hoewel de opstand tegen het regime van Bashar al-Assad aanvankelijk breed gedragen werd onder verschillende bevolkingsgroepen en zeker niet begonnen was als godsdienstoorlog, is het conflict steeds meer trekken gaan vertonen van een godsdienstoorlog tussen soennieten en niet-soennieten (alawieten, christenen, sjiieten, druzen), zodanig dat buitenlandse strijders uit Libanon, Irak, Iran, Turkije en enkele westerse (vooral Europese) landen hun Syrische geloofsgenoten te hulp schieten.
- De Malinese Burgeroorlog (2012–2013) begon in januari 2012 als een separatistische Toeareg-opstand zoals Mali die er in de 20e eeuw wel meer had gezien, maar toen hun gelegenheidsverbond met radicale overwegend Arabische islamisten in juni 2012 uiteenviel werden zij snel door hun voormalige bondgenoten uitgeschakeld. De islamisten verklaarden in heel Mali shariawetgeving te willen invoeren en bonden de strijd aan met de Malinese regeringstroepen in het zuiden. Voor het eerst in de Malinese geschiedenis werden er zelfmoordaanslagen gepleegd door islamisten.
- De Centraal-Afrikaanse burgeroorlog (2012–heden) ontstond in december 2012 als een opstand van Séléka, een coalitie van moslimmilities tegen de Centraal-Afrikaanse regering, die zij in maart 2013 uit de hoofdstad verdreven. Het conflict ging aanvankelijk vooral over de bodemschatten (diamanten) van de CAR, maar na een periode waarin Michel Djotodia interim-president van de rebellen was, viel de rebellencoalitie uiteen en verviel het land in anarchie[53] waarin onder andere moslimmilities christelijke burgers aanvielen, waarop christenmilities terugsloegen en ook islamitische burgers aanvielen.[54] De Belgisch-Limburgse katholieke bisschop van Kaga Bandoro Bert Vanbuel omschreef het conflict tegen januari 2014 als een godsdienstoorlog tussen christenen en moslims.[55]
- De Jemenitische Burgeroorlog (2015–heden) wordt door de meeste media en sommige wetenschappers voornamelijk beschouwd als een godsdienstoorlog tussen soennieten en sjiieten, maar volgens andere deskundigen ligt het ingewikkelder.[56]